# Temporada de tennis 2022
Selecció dels principals esdeveniments tennístics de l'any 2022 en categoria masculina, femenina i per equips.

## Federació Internacional de Tennis

### Grand Slams
Open d'Austràlia
| Categoria          | Campions/es                           | Finalistes                        | Resultat                   |
| ------------------ | ------------------------------------- | --------------------------------- | -------------------------- |
| Individual masculí | Rafael Nadal                          | Daniïl Medvédev                   | 2−6, 6−7(5), 6−4, 6−4, 7−5 |
| Individual femení  | Ashleigh Barty                        | Danielle Collins                  | 6−3, 7−6(2)                |
| Dobles masculins   | Thanasi Kokkinakis Nick Kyrgios       | Matthew Ebden Max Purcell         | 7−5, 6−4                   |
| Dobles femenins    | Barbora Krejčíková Kateřina Siniaková | Anna Danilina Beatriz Haddad Maia | 6−7(3), 6−4, 6−4           |
| Dobles mixts       | Kristina Mladenovic Ivan Dodig        | Jaimee Fourlis Jason Kubler       | 6−3, 6−4                   |

Roland Garros
| Categoria          | Campions/es                         | Finalistes                   | Resultat            |
| ------------------ | ----------------------------------- | ---------------------------- | ------------------- |
| Individual masculí | Rafael Nadal                        | Casper Ruud                  | 6−3, 6−3, 6−0       |
| Individual femení  | Iga Świątek                         | Coco Gauff                   | 6−1, 6−3            |
| Dobles masculins   | Marcelo Arévalo Jean-Julien Rojer   | Ivan Dodig Austin Krajicek   | 6−7(4), 7−6(5), 6−3 |
| Dobles femenins    | Caroline Garcia Kristina Mladenovic | Coco Gauff Jessica Pegula    | 2−6, 6−3, 6−2       |
| Dobles mixts       | Ena Shibahara Wesley Koolhof        | Ulrikke Eikeri Joran Vliegen | 7−6(5), 6−2         |

Wimbledon
| Categoria          | Campions/es                           | Finalistes                    | Resultat                         |
| ------------------ | ------------------------------------- | ----------------------------- | -------------------------------- |
| Individual masculí | Novak Đoković                         | Nick Kyrgios                  | 4−6, 6−3, 6−4, 7−6(3)            |
| Individual femení  | Ielena Ribàkina                       | Ons Jabeur                    | 3−6, 6−2, 6−2                    |
| Dobles masculins   | Matthew Ebden Max Purcell             | Nikola Mektić Mate Pavić      | 7−6(5), 6−7(3), 4−6, 6−4, 7−6(2) |
| Dobles femenins    | Barbora Krejčíková Kateřina Siniaková | Elise Mertens Zhang Shuai     | 6−2, 6−4                         |
| Dobles mixts       | Desirae Krawczyk Neal Skupski         | Samantha Stosur Matthew Ebden | 6−4, 6−3                         |

US Open
| Categoria          | Campions/es                           | Finalistes                              | Resultat              |
| ------------------ | ------------------------------------- | --------------------------------------- | --------------------- |
| Individual masculí | Carlos Alcaraz                        | Casper Ruud                             | 6−4, 2−6, 7−6(1), 6−3 |
| Individual femení  | Iga Świątek                           | Ons Jabeur                              | 6−2, 7−6(5)           |
| Dobles masculins   | Rajeev Ram Joe Salisbury              | Wesley Koolhof Neal Skupski             | 7−6(4), 7−5           |
| Dobles femenins    | Barbora Krejčíková Kateřina Siniaková | Caty McNally Taylor Townsend            | 3−6, 7−5, 6−1         |
| Dobles mixts       | Storm Sanders John Peers              | Kirsten Flipkens Édouard Roger-Vasselin | 4−6, 6−4, [10−7]      |

### Davis Cup

#### Fase grups
| Grup | Primer        | Primer | Primer | Primer | Segon        | Segon | Segon | Segon | Tercer     | Tercer | Tercer | Tercer | Quart         | Quart | Quart | Quart |
| Grup | País          | E      | P      | S      | País         | E     | P     | S     | País       | E      | P      | S      | País          | E     | P     | S     |
| ---- | ------------- | ------ | ------ | ------ | ------------ | ----- | ----- | ----- | ---------- | ------ | ------ | ------ | ------------- | ----- | ----- | ----- |
| A    | Itàlia        | 3−0    | 7−2    | 16−7   | Croàcia      | 2−1   | 5−4   | 12−10 | Suècia     | 1−2    | 4−5    | 10−12  | Argentina     | 0−3   | 2−7   | 7−16  |
| B    | Espanya       | 2−1    | 7−2    | 16−8   | Canadà       | 2−1   | 5−4   | 11−12 | Sèrbia     | 2−1    | 4−5    | 10−10  | Corea del Sud | 0−3   | 2−7   | 7−14  |
| C    | Alemanya      | 3−0    | 6−3    | 13−9   | Austràlia    | 2−1   | 6−3   | 12−8  | França     | 1−2    | 4−5    | 12−10  | Bèlgica       | 0−3   | 2−7   | 6−16  |
| D    | Països Baixos | 3−0    | 6−3    | 14−9   | Estats Units | 2−1   | 5−4   | 11−12 | Regne Unit | 1−2    | 4−5    | 11−12  | Kazakhstan    | 0−3   | 3−6   | 10−13 |

#### Quadre
|  | Quarts de final        | Quarts de final        | Quarts de final |                        |           | Semifinals | Semifinals             | Semifinals |  |   | Final  | Final | Final |
|  |                        |                        |                 |                        |           |            |                        |            |  |   |        |       |       |
|  | 24 de novembre, Màlaga |                        |                 |                        |           |            |                        |            |  |   |        |       |       |
|  | 7                      | Itàlia                 | 2               |                        |           |            |                        |            |  |   |        |       |       |
|  | 7                      | Itàlia                 | 2               | 26 de novembre, Màlaga |           |            |                        |            |  |   |        |       |       |
|  | 4                      | Estats Units           | 1               |                        |           |            |                        |            |  |   |        |       |       |
|  | 4                      | Estats Units           | 1               |                        | 7         | Itàlia     | 1                      |            |  |   |        |       |       |
|  | 24 de novembre, Màlaga |                        |                 |                        | 7         | Itàlia     | 1                      |            |  |   |        |       |       |
|  |                        | 6                      | Canadà          | 2                      |           |            |                        |            |  |   |        |       |       |
|  | 5                      | 6                      | Canadà          | 2                      | Alemanya  | 1          |                        |            |  |   |        |       |       |
|  | 5                      |                        |                 |                        | Alemanya  | 1          | 27 de novembre, Màlaga |            |  |   |        |       |       |
|  | 6                      | Canadà                 | 2               |                        |           |            |                        |            |  |   |        |       |       |
|  | 6                      | Canadà                 | 2               |                        |           |            |                        |            |  | 6 | Canadà | 2     |       |
|  | 22 de novembre, Màlaga |                        |                 |                        |           |            |                        |            |  | 6 | Canadà | 2     |       |
|  |                        | 14                     | Austràlia       | 0                      |           |            |                        |            |  |   |        |       |       |
|  | 14                     | 14                     | Austràlia       | 0                      | Austràlia | 2          |                        |            |  |   |        |       |       |
|  | 14                     | 25 de novembre, Màlaga |                 |                        | Austràlia | 2          |                        |            |  |   |        |       |       |
|  | 15                     | Països Baixos          | 0               |                        |           |            |                        |            |  |   |        |       |       |
|  | 15                     | Països Baixos          | 0               |                        | 14        | Austràlia  | 2                      |            |  |   |        |       |       |
|  | 23 de novembre, Màlaga |                        |                 |                        | 14        | Austràlia  | 2                      |            |  |   |        |       |       |
|  |                        | 1                      | Croàcia         | 1                      |           |            |                        |            |  |   |        |       |       |
|  | 1                      | 1                      | Croàcia         | 1                      | Croàcia   | 2          |                        |            |  |   |        |       |       |
|  | 1                      |                        |                 |                        | Croàcia   | 2          |                        |            |  |   |        |       |       |
|  | 2                      | Espanya                | 0               |                        |           |            |                        |            |  |   |        |       |       |

#### Final
| · Canadà · 2 | Martín Carpena Arena, Màlaga, Espanya 26 de novembre de 2022 Dura interior | Martín Carpena Arena, Màlaga, Espanya 26 de novembre de 2022 Dura interior | · Austràlia · 0 |     |   |             |
| \| \| [1] \| \| 1 \| 2 \| 3 \| \| \| - \| ------------------ \| -------------------------------------------------------------------- \| --- \| --- \| - \| ----------- \| \| 1 \| Canadà · Austràlia \| Denis Shapovalov Thanasi Kokkinakis \| 6 2 \| 6 4 \| \| \| \| 2 \| Canadà · Austràlia \| Felix Auger-Aliassime Alex de Minaur \| 6 3 \| 6 4 \| \| \| \| 3 \| Canadà · Austràlia \| Vasek Pospisil / Felix Auger-Aliassime Max Purcell / Jordan Thompson \| \| \| \| no disputat \| |                                                                            |                                                                            |                 |     |   |             |
| | [ 1 ]                                                                      |                                                                            | 1               | 2   | 3 |             |
| 1 | Canadà · Austràlia                                                         | Denis Shapovalov Thanasi Kokkinakis                                        | 6 2             | 6 4 |   |             |
| 2 | Canadà · Austràlia                                                         | Felix Auger-Aliassime Alex de Minaur                                       | 6 3             | 6 4 |   |             |
| 3 | Canadà · Austràlia                                                         | Vasek Pospisil / Felix Auger-Aliassime Max Purcell / Jordan Thompson       |                 |     |   | no disputat |

| Davis Cup 2022        |
| --------------------- |
| Canadà · Primer títol |

### Billie Jean King Cup

#### Fase grups
| Grup | Primer     | Primer | Primer | Primer | Segon        | Segon | Segon | Segon | Tercer     | Tercer | Tercer | Tercer |
| Grup | País       | E      | P      | S      | País         | E     | P     | S     | País       | E      | P      | S      |
| ---- | ---------- | ------ | ------ | ------ | ------------ | ----- | ----- | ----- | ---------- | ------ | ------ | ------ |
| A    | Suïssa     | 2−0    | 5−1    | 10−4   | Canadà       | 1−1   | 4−2   | 9−4   | Itàlia     | 0−2    | 0−6    | 1−12   |
| B    | Austràlia  | 2−0    | 5−1    | 11−3   | Eslovàquia   | 1−1   | 3−3   | 6−8   | Bèlgica    | 0−2    | 1−5    | 4−10   |
| C    | Regne Unit | 1−1    | 4−2    | 9−4    | Espanya      | 1−1   | 3−3   | 6−8   | Kazakhstan | 1−1    | 2−4    | 6−9    |
| D    | Txèquia    | 2−0    | 4−2    | 8−4    | Estats Units | 1−1   | 3−3   | 7−7   | Polònia    | 0−2    | 2−4    | 5−9    |

#### Quadre
|  | Semifinals 12 de novembre | Semifinals 12 de novembre | Semifinals 12 de novembre |   |           | Final 13 de novembre | Final 13 de novembre | Final 13 de novembre |  |  |  |  |
|  |                           |                           |                           |   |           |                      |                      |                      |  |  |  |  |
|  |                           |                           |                           |   |           |                      |                      |                      |  |  |  |  |
|  | 1                         | Suïssa                    | 2                         |   |           |                      |                      |                      |  |  |  |  |
|  | 1                         | Suïssa                    | 2                         |   |           |                      |                      |                      |  |  |  |  |
|  | 4                         | Txèquia                   | 0                         |   |           |                      |                      |                      |  |  |  |  |
|  | 4                         | Txèquia                   | 0                         |   | 1         | Suïssa               | 2                    |                      |  |  |  |  |
|  |                           |                           |                           |   | 1         | Suïssa               | 2                    |                      |  |  |  |  |
|  |                           | 2                         | Austràlia                 | 0 |           |                      |                      |                      |  |  |  |  |
|  | 2                         | 2                         | Austràlia                 | 0 | Austràlia | 2                    |                      |                      |  |  |  |  |
|  | 2                         |                           |                           |   |           |                      |                      |                      |  |  |  |  |
|  |                           | Regne Unit                | 1                         |   |           |                      |                      |                      |  |  |  |  |

#### Final
| · Suïssa · 2 | Emirates Arena, Glasgow, Regne Unit 13 de novembre de 2022 Dura interior | Emirates Arena, Glasgow, Regne Unit 13 de novembre de 2022 Dura interior | · Austràlia · 0 |     |     |             |
| \| \| [2] \| \| 1 \| 2 \| 3 \| \| \| - \| ------------------ \| -------------------------------------------------------------- \| --- \| --- \| --- \| ----------- \| \| 1 \| Suïssa · Austràlia \| Jil Teichmann Storm Sanders \| 6 3 \| 4 6 \| 6 3 \| \| \| 2 \| Suïssa · Austràlia \| Belinda Bencic Ajla Tomljanovic \| 6 2 \| 6 1 \| \| \| \| 3 \| Suïssa · Austràlia \| Belinda Bencic / Jil Teichmann Storm Sanders / Samantha Stosur \| \| \| \| no disputat \| |                                                                          |                                                                          |                 |     |     |             |
| | [ 2 ]                                                                    |                                                                          | 1               | 2   | 3   |             |
| 1 | Suïssa · Austràlia                                                       | Jil Teichmann Storm Sanders                                              | 6 3             | 4 6 | 6 3 |             |
| 2 | Suïssa · Austràlia                                                       | Belinda Bencic Ajla Tomljanovic                                          | 6 2             | 6 1 |     |             |
| 3 | Suïssa · Austràlia                                                       | Belinda Bencic / Jil Teichmann Storm Sanders / Samantha Stosur           |                 |     |     | no disputat |

| Billie Jean King Cup 2022 |
| ------------------------- |
| Suïssa · Primer títol     |

## ATP Tour

### ATP Cup

#### Quadre
|  | Semifinals | Semifinals | Semifinals |   |        | Final   | Final | Final |  |  |  |  |
|  |            |            |            |   |        |         |       |       |  |  |  |  |
|  |            |            |            |   |        |         |       |       |  |  |  |  |
|  | 12         | Espanya    | 2          |   |        |         |       |       |  |  |  |  |
|  | 12         | Espanya    | 2          |   |        |         |       |       |  |  |  |  |
|  | 7          | Polònia    | 1          |   |        |         |       |       |  |  |  |  |
|  | 7          | Polònia    | 1          |   | 12     | Espanya | 0     |       |  |  |  |  |
|  |            |            |            |   | 12     | Espanya | 0     |       |  |  |  |  |
|  |            | 8          | Canadà     | 2 |        |         |       |       |  |  |  |  |
|  | 8          | 8          | Canadà     | 2 | Canadà | 2       |       |       |  |  |  |  |
|  | 8          |            |            |   |        |         |       |       |  |  |  |  |
|  | 2          | Rússia     | 1          |   |        |         |       |       |  |  |  |  |

#### Final
| · Espanya · 0 | Ken Rosewall Arena, Sydney 9 de gener de 2022 | Ken Rosewall Arena, Sydney 9 de gener de 2022                                         | · Canadà · 2 |     |   |             |
| \| \| \| \| 1 \| 2 \| 3 \| \| \| - \| ---------------- \| ------------------------------------------------------------------------------------- \| ---- \| --- \| - \| ----------- \| \| 1 \| Espanya · Canadà \| Pablo Carreño Busta Denis Shapovalov \| 4 6 \| 3 6 \| \| \| \| 2 \| Espanya · Canadà \| Roberto Bautista Agut Félix Auger-Aliassime \| 63 7 \| 3 6 \| \| \| \| 3 \| Espanya · Canadà \| Alejandro Davidovich Fokina / Pedro Martínez Félix Auger-Aliassime / Denis Shapovalov \| \| \| \| no disputat \| |                                               |                                                                                       |              |     |   |             |
| |                                               |                                                                                       | 1            | 2   | 3 |             |
| 1 | Espanya · Canadà                              | Pablo Carreño Busta Denis Shapovalov                                                  | 4 6          | 3 6 |   |             |
| 2 | Espanya · Canadà                              | Roberto Bautista Agut Félix Auger-Aliassime                                           | 63 7         | 3 6 |   |             |
| 3 | Espanya · Canadà                              | Alejandro Davidovich Fokina / Pedro Martínez Félix Auger-Aliassime / Denis Shapovalov |              |     |   | no disputat |

| ATP Cup 2022          |
| --------------------- |
| Canadà · Primer títol |

### ATP Finals
- Classificats individual:  Rafael Nadal,  Stéfanos Tsitsipàs,  Casper Ruud,  Daniïl Medvédev,  Félix Auger-Aliassime,  Andrei Rubliov,  Novak Đoković,  Taylor Fritz
- Classificats dobles:  Wesley Koolhof /  Neal Skupski,  Rajeev Ram /  Joe Salisbury,  Marcelo Arévalo /  Jean-Julien Rojer,  Nikola Mektić /  Mate Pavić,  Ivan Dodig /  Austin Krajicek,  Lloyd Glasspool /  Harri Heliövaara,  Marcel Granollers /  Horacio Zeballos,  Thanasi Kokkinakis /  Nick Kyrgios

| Categoria  | Campions                 | Finalistes               | Resultat    |
| ---------- | ------------------------ | ------------------------ | ----------- |
| Individual | Novak Đoković            | Casper Ruud              | 7−5, 6−3    |
| Dobles     | Rajeev Ram Joe Salisbury | Nikola Mektić Mate Pavić | 7−6(4), 6−4 |

### Next Gen ATP Finals
- Classificats individual:  Lorenzo Musetti,  Jack Draper,  Brandon Nakashima,  Jiří Lehečka,  Tseng Chun-hsin,  Dominic Stricker,  Francesco Passaro,  Matteo Arnaldi

| Categoria  | Campió            | Finalista    | Resultat            |
| ---------- | ----------------- | ------------ | ------------------- |
| Individual | Brandon Nakashima | Jiří Lehečka | 4−3(5), 4−3(6), 4−2 |

### ATP Tour Masters 1000
| Torneig      | Individual                                        | Individual                                        | Individual                                        | Dobles                                            | Dobles                                            | Dobles                                            |
| Torneig      | Campió                                            | Finalista                                         | Resultat                                          | Campions                                          | Finalistes                                        | Resultat                                          |
| ------------ | ------------------------------------------------- | ------------------------------------------------- | ------------------------------------------------- | ------------------------------------------------- | ------------------------------------------------- | ------------------------------------------------- |
| Indian Wells | Taylor Fritz                                      | Rafael Nadal                                      | 6−3, 7−6(5)                                       | John Isner Jack Sock                              | Santiago González Édouard Roger-Vasselin          | 7−6(4), 6−3                                       |
| Miami        | Carlos Alcaraz                                    | Casper Ruud                                       | 7−5, 6−4                                          | Hubert Hurkacz John Isner                         | Wesley Koolhof Neal Skupski                       | 7−6(5), 6−4                                       |
| Montecarlo   | Stéfanos Tsitsipàs                                | Alejandro Davidovich Fokina                       | 6−3, 7−6(3)                                       | Rajeev Ram Joe Salisbury                          | Juan Sebastián Cabal Robert Farah                 | 6−4, 3−6, [10−7]                                  |
| Madrid       | Carlos Alcaraz                                    | Alexander Zverev                                  | 6−3, 6−1                                          | Wesley Koolhof Neal Skupski                       | Juan Sebastián Cabal Robert Farah                 | 6−7(4), 6−4, [10−5]                               |
| Roma         | Novak Đoković                                     | Stéfanos Tsitsipàs                                | 6−0, 7−6(5)                                       | Nikola Mektić Mate Pavić                          | John Isner Diego Schwartzman                      | 6−2, 6−7(6), [12−10]                              |
| Mont-real    | Pablo Carreño Busta                               | Hubert Hurkacz                                    | 3−6, 6−3, 6−3                                     | Wesley Koolhof Neal Skupski                       | Dan Evans John Peers                              | 6−2, 4−6, [10−6]                                  |
| Cincinnati   | Borna Ćorić                                       | Stéfanos Tsitsipàs                                | 7−6(0), 6−2                                       | Rajeev Ram Joe Salisbury                          | Tim Pütz Michael Venus                            | 7−6(4), 7−6(5)                                    |
| Xangai       | Torneig suspès a causa de la pandèmia de COVID-19 | Torneig suspès a causa de la pandèmia de COVID-19 | Torneig suspès a causa de la pandèmia de COVID-19 | Torneig suspès a causa de la pandèmia de COVID-19 | Torneig suspès a causa de la pandèmia de COVID-19 | Torneig suspès a causa de la pandèmia de COVID-19 |
| París        | Holger Rune                                       | Novak Đoković                                     | 3−6, 6−3, 7−5                                     | Wesley Koolhof Neal Skupski                       | Ivan Dodig Austin Krajicek                        | 7−6(5), 6−4                                       |

## WTA Tour

### WTA Finals
- Classificats individuals:  Iga Świątek,  Ons Jabeur,  Jessica Pegula,  Coco Gauff,  Maria Sakkari,  Caroline Garcia,  Arina Sabalenka,  Dària Kassàtkina
- Classificats dobles:  Barbora Krejčíková /  Kateřina Siniaková,  Gabriela Dabrowski /  Giuliana Olmos,  Coco Gauff /  Jessica Pegula,  Veronika Kudermétova /  Elise Mertens,  Liudmila Kitxenok /  Jeļena Ostapenko,  Xu Yifan /  Yang Zhaoxuan,  Anna Danilina /  Beatriz Haddad Maia,  Desirae Krawczyk /  Demi Schuurs

| Categoria  | Campiones                            | Finalistes                            | Resultat         |
| ---------- | ------------------------------------ | ------------------------------------- | ---------------- |
| Individual | Caroline Garcia                      | Arina Sabalenka                       | 7−6(4), 6−4      |
| Dobles     | Veronika Kudermétova · Elise Mertens | Barbora Krejčíková Kateřina Siniaková | 6−2, 4−6, [11−9] |

### WTA 1000
| Torneig      | Individual                                             | Individual                                             | Individual                                             | Dobles                                                 | Dobles                                                 | Dobles                                                 |
| Torneig      | Campiona                                               | Finalista                                              | Resultat                                               | Campiones                                              | Finalistes                                             | Resultat                                               |
| ------------ | ------------------------------------------------------ | ------------------------------------------------------ | ------------------------------------------------------ | ------------------------------------------------------ | ------------------------------------------------------ | ------------------------------------------------------ |
| Dubai        | Jeļena Ostapenko                                       | Veronika Kudermétova                                   | 6−0, 6−4                                               | Veronika Kudermétova Elise Mertens                     | Liudmila Kitxenok Jeļena Ostapenko                     | 6−1, 6−3                                               |
| Indian Wells | Iga Świątek                                            | Maria Sakkari                                          | 6−4, 6−1                                               | Xu Yifan Yang Zhaoxuan                                 | Asia Muhammad Ena Shibahara                            | 7−5, 7−6(4)                                            |
| Miami        | Iga Świątek                                            | Naomi Osaka                                            | 6−4, 6−0                                               | Laura Siegemund · Vera Zvonariova                      | Veronika Kudermétova · Elise Mertens                   | 7−6(3), 7−5                                            |
| Madrid       | Ons Jabeur                                             | Jessica Pegula                                         | 7−5, 0−6, 6−2                                          | Gabriela Dabrowski Giuliana Olmos                      | Desirae Krawczyk Demi Schuurs                          | 7−6(1), 5−7, [10−7]                                    |
| Roma         | Iga Świątek                                            | Ons Jabeur                                             | 6−2, 6−2                                               | Veronika Kudermétova · Anastassia Pavliutxénkova       | Gabriela Dabrowski Giuliana Olmos                      | 1−6, 6−4, [10−7]                                       |
| Toronto      | Simona Halep                                           | Beatriz Haddad Maia                                    | 6−3, 2−6, 6−3                                          | Coco Gauff Jessica Pegula                              | Nicole Melichar-Martinez Ellen Perez                   | 6−4, 6−7(5), [10−5]                                    |
| Cincinnati   | Caroline Garcia                                        | Petra Kvitová                                          | 6−2, 6−4                                               | Liudmila Kitxenok Jeļena Ostapenko                     | Nicole Melichar-Martinez Ellen Perez                   | 7−6(5), 6−3                                            |
| Wuhan        | Torneig suspès per la WTA a causa de l'afer Peng Shuai | Torneig suspès per la WTA a causa de l'afer Peng Shuai | Torneig suspès per la WTA a causa de l'afer Peng Shuai | Torneig suspès per la WTA a causa de l'afer Peng Shuai | Torneig suspès per la WTA a causa de l'afer Peng Shuai | Torneig suspès per la WTA a causa de l'afer Peng Shuai |
| Pequín       | Torneig suspès per la WTA a causa de l'afer Peng Shuai | Torneig suspès per la WTA a causa de l'afer Peng Shuai | Torneig suspès per la WTA a causa de l'afer Peng Shuai | Torneig suspès per la WTA a causa de l'afer Peng Shuai | Torneig suspès per la WTA a causa de l'afer Peng Shuai | Torneig suspès per la WTA a causa de l'afer Peng Shuai |
| Guadalajara  | Jessica Pegula                                         | Maria Sakkari                                          | 6−2, 6−3                                               | Storm Sanders Luisa Stefani                            | Anna Danilina Beatriz Haddad Maia                      | 7−6(4), 6−7(2), [10−8]                                 |